# Фільмографія Говарда Гоукса
Говард Гоукс (1896–1977) - американський кінорежисер, який зняв 40 фільмів між 1926 і 1970 роками. Серед його робіт фільми-нуар,  ексцентричні комедії, кримінальні фільми, наукова фантастика та вестерн. 
| Рік          | Назва                                  | Студія                                   | Жанр                | У ролях                                                             | Примітки                                       | Інші позиції                                  |
| ------------ | -------------------------------------- | ---------------------------------------- | ------------------- | ------------------------------------------------------------------- | ---------------------------------------------- | --------------------------------------------- |
| Німе кіно    |                                        |                                          |                     |                                                                     |                                                |                                               |
| 1926         | Шлях до слави                          | Fox                                      | Драма               | Мей МакЕвой                                                         | Втрачений фільм                                | Сценарист                                     |
| 1926         | Фігове листя                           | Fox                                      | Комедія             | Джордж О'Брайан, Олів Борден                                        | Частина сцен кольорові                         | Сценарист                                     |
| 1927         | Викрадачі колисок                      | Fox                                      | Комедія             | Луїза Фазенда, Діан Еліс                                            |                                                |                                               |
| 1927         | Любов за винагороду                    | Fox                                      | Комедія             | Джордж О'Брайан                                                     |                                                |                                               |
| 1928         | Дівчина у кожному порту                | Fox                                      | Комедія             | Віктор МакЛаглен, Роберт Армстронг                                  |                                                | Сценарист                                     |
| 1928         | Фазіль                                 | Fox                                      | Мелодрама           | Чарльз Фаррелл, Ґрета Ніссен                                        |                                                |                                               |
| 1929         | Остання справа Трента                  | Fox                                      | Детектив            | Реймонд Гріффіт                                                     |                                                |                                               |
| Звукове кіно |                                        |                                          |                     |                                                                     |                                                |                                               |
| 1928         | Цирк у повітрі                         | Fox                                      | Драма               | Артур Лейк, Сью Керол                                               | Разом з Луї Сейлором / Втрачений фільм         |                                               |
| 1930         | Ранковий патруль                       | First National / Vitaphone               | Воєнний фільм       | Річард Бартелмесс, Дуглас Фербенкс молодший                         |                                                | Сценарист                                     |
| 1931         | Кримінальний кодекс                    | Columbia                                 | Кримінальний фільм  | Волтер Г'юстон, Філліпс Голмс                                       |                                                | Продюсер                                      |
| 1932         | Обличчя зі шрамом                      | Caddo Company                            | Кримінальний фільм  | Пол Муні                                                            |                                                | Продюсер, Сценарист                           |
| 1932         | Натовп реве                            | Warner Bros.                             | Драма               | Джеймс Кегні                                                        |                                                | Сценарист                                     |
| 1932         | Тигрова акула                          | First National                           | Мелодрама           | Едвард Г. Робінсон                                                  |                                                | Сценарист                                     |
| 1933         | Сьогодні ми живемо                     | MGM                                      | Мелодрама           | Гері Купер, Джоан Кроуфорд                                          | Разом з Річардом Россоном                      |                                               |
| 1934         | Двадцяте століття                      | Columbia                                 | Комедія             | Джон Беррімор, Керол Ломбард                                        |                                                | Продюсер                                      |
| 1935         | Варварське узбережжя                   | Samuel Goldwyn Productions               | Драма               | Едвард Г. Робінсон, Міріам Гопкінс                                  |                                                |                                               |
| 1936         | Нульова висота                         | Warner Bros. Cosmopolitan Pictures       | Драма               | Джеймс Кегні                                                        |                                                |                                               |
| 1936         | Шлях до слави                          | Fox                                      | Воєнний фільм       | Фредрік Марч, Ворнер Бакстер, Лайонел Беррімор                      |                                                | Сценарист                                     |
| 1936         | Приходь та візьми                      | Howard Prod. Samuel Goldwyn Productions  | Драма               | Джоел Маккрі, Едвард Арнольд, Франціс Фармер, Волтер Бреннан        | Разом з Вільямом Вайлером                      |                                               |
| 1938         | Виховання крихітки                     | RKO                                      | Комедія             | Кері Грант, Кетрін Хепберн                                          |                                                | Продюсер                                      |
| 1939         | Тільки в янголів є крила               | Columbia                                 | Драма               | Кері Грант, Джин Артур, Ріта Гейворт                                |                                                | Продюсер                                      |
| 1940         | Його дівчина П'ятниця                  | Columbia                                 | Комедія             | Кері Грант, Розалінд Расселл, Ральф Белламі                         |                                                | Продюсер                                      |
| 1941         | Сержант Йорк                           | Warner Bros.                             | Воєнний фільм       | Гері Купер, Волтер Бреннан                                          |                                                | Продюсер                                      |
| 1941         | Вогняна куля                           | Samuel Goldwyn Productions               | Комедія             | Гері Купер, Барбара Стенвік                                         |                                                |                                               |
| 1943         | Повітряні сили                         | Warner Bros.                             | Воєнний фільм       | Гіг Янг, Артур Кеннеді                                              |                                                | Продюсер                                      |
| 1944         | Мати й не мати                         | Warner Bros.                             | Драма               | Гамфрі Богарт, Волтер Бреннан, Лорен Беколл                         |                                                | Продюсер                                      |
| 1946         | Великий сон                            | Warner Bros.                             | Кримінальний фільм  | Гамфрі Богарт, Лорен Беколл                                         |                                                | Продюсер                                      |
| 1948         | Червона річка                          | Charles K. Feldman                       | Вестерн             | Джон Вейн, Монтгомері Кліфт, Волтер Бреннан                         | Разом з Артуром Россоном                       | Продюсер                                      |
| 1948         | Пісня народилася                       | Samuel Goldwyn Productions               | Музичний фільм      | Денні Кей                                                           | Перший фільм Техніколор                        |                                               |
| 1949         | Я був військовою нареченою             | Fox                                      | Комедія             | Кері Грант, Енн Шерідан                                             |                                                |                                               |
| 1952         | Широке небо                            | Winchester Pictures                      | Вестерн             | Кірк Дуглас, Дьюї Мартін                                            |                                                | Продюсер                                      |
| 1952         | Фул-хаус О'Генрі                       | Fox                                      | Комедія, Драма      | Девід Вейн, Оскар Левант                                            | Режисер епізоду "Викуп за Вождя Червоношкірих" |                                               |
| 1952         | Марна праця                            | Fox                                      | Комедія             | Кері Грант, Джинджер Роджерс, Мерилін Монро                         |                                                |                                               |
| 1953         | Джентльмени віддають перевагу білявкам | Fox                                      | Музичний фільм      | Мерилін Монро, Джейн Расселл                                        | фільм Техніколор                               |                                               |
| 1955         | Земля фараонів                         | Warner Bros. Continental Pictures        | Драма               | Джек Гокінс, Джоан Коллінз, Дьюї Мартін                             | фільм Техніколор                               | Продюсер                                      |
| 1959         | Ріо Браво                              | Armada Productions                       | Вестерн             | Джон Вейн, Дін Мартін, Енджі Дікінсон, Волтер Бреннан, Рікі Нельсон | фільм Техніколор                               | Продюсер                                      |
| 1962         | Хатарі!                                | Malabar                                  | Пригодницький фільм | Джон Вейн                                                           | фільм Техніколор                               | Продюсер                                      |
| 1964         | Улюблений спорт чоловіків?             | Universal Gibraltar Prod. / Laurel Prod. | Комедія             | Рок Гадсон, Пола Прентіс, Шарлін Голт                               | фільм Техніколор                               | Продюсер                                      |
| 1965         | Червона лінія 7000                     | Paramount / Laurel Prod.                 | Драма               | Джеймс Каан, Шарлін Голт                                            | фільм Техніколор                               | Продюсер, Сценарист                           |
| 1966         | Ельдорадо                              | Paramount / Laurel Prod.                 | Вестерн             | Джон Вейн, Роберт Мітчем, Джеймс Каан, Шарлін Голт                  | Рімейк Ріо Браво / фільм Техніколор            | Продюсер                                      |
| 1970         | Ріо Лобо                               | Batjac, Malabar Cinema Center Films      | Вестерн             | Джон Вейн                                                           | Подібний до Ріо Браво / фільм Техніколор       | Продюсер / Остання кінострічка Говарда Гоукса |

### Інші кінороботи
| Рік  | Назва              | Студія              | Жанр               | У ролях                                       | Примітки                        |
| ---- | ------------------ | ------------------- | ------------------ | --------------------------------------------- | ------------------------------- |
| 1943 | Корвет К-225       | Universal Studios   | Воєнний фільм      | Рендольф Скотт, Елла Рейнс, Баррі Фіцджеральд | Продюсер, режисер Річард Россон |
| 1951 | Річ з іншого світу | Winchester Pictures | Наукова фантастика | Кеннет Тобі, Роберт Корнтвейт, Дьюї Мартін    | Продюсер, режисер Крістіан Нібі |

### Документальні роботи
| Рік  | Назва                                      | Примітки                            |
| ---- | ------------------------------------------ | ----------------------------------- |
| 1967 | Cinema                                     | серія: "Говард Гоукс"               |
| 1970 | Плімптон! Перестрілка в Ріо Лобо           | виготовлення документального фільму |
| 1972 | Чоловіки, які знімали фільми: Говард Гоукс | документальний фільм                |
| 1977 | Hollywood Greats                           | серія: "Гамфрі Богарт"              |

### Незакінчені проекти
| Рік  | Назва           | Студія                    | Жанр      | У ролях                                                   | Примітки                                                                                      |
| ---- | --------------- | ------------------------- | --------- | --------------------------------------------------------- | --------------------------------------------------------------------------------------------- |
| 1932 | La foule hurle  | Warner Bros.              | Драма     | Жан Габен                                                 | Французька версія фільму Натовп реве режисера Джона Даумері, що містить кадри з фільму Гоукса |
| 1933 | Боксер та леді  | MGM                       | Мелодрама | Макс Баер, Мірна Лой                                      | подав у відставку, замінений на В. С. Ван Дайк                                                |
| 1934 | Хай живе Вілья! | MGM                       | Вестерн   | Воллес Бірі                                               | подав у відставку, замінений на Джека Конвея                                                  |
| 1943 | The Outlaw      | Howard Hughes Productions | Вестерн   | Волтер Г'юстон, Джек Бютель, Томас Мітчелл, Джейн Расселл | подав у відставку, замінений на Говарда Г'юза                                                 |

1. ↑  "And let's get the record straight. The movie was directed by Howard Hawks. Verifiably directed by Howard Hawks. He let his editor, Christian Nyby, take credit. But the kind of feeling between the male characters—the camaderie, the group of men that has to fight off the evil—it's all pure Hawksian." Carpenter, John (speaker) (4 вересня 2001). Hidden Values: The Movies of the '50s (Television production). Turner Classic Movies. Процитовано 1 квітня 2009.